# Hroar Elvenes
Hroar Elvenes (* 2. April 1932 in Hakadal; † 4. Dezember 2014 in Oslo) war ein norwegischer Eisschnellläufer.

## Werdegang
Elvenes, der für den Oslo IL startete, nahm von 1950 bis 1965 an internationalen Wettbewerben teil. Dabei wurde er bei den Olympischen Winterspielen 1952 in Oslo Vierter über 500 m und kam in der Saison 1954/55 bei der Mehrkampfweltmeisterschaft 1955 in Moskau auf den sechsten Platz sowie bei der Mehrkampfeuropameisterschaft 1955 in Falun auf den fünften Rang im Großen Vierkampf. Im folgenden Jahr belegte er bei den Olympischen Winterspielen in Cortina d’Ampezzo den 24. Platz über 1500 m und den 17. Rang über 500 m. In der Saison 1956/57 lief er bei der Mehrkampfweltmeisterschaft 1957 in Östersund und bei der Mehrkampfeuropameisterschaft 1957 in Oslo jeweils auf den 18. Platz im Großen Vierkampf. Bei den Olympischen Winterspielen 1960 in Squaw Valley belegte er den 39. Platz über 1500 m sowie den 14. Rang über 500 m und bei den Olympischen Winterspielen 1964 in Innsbruck den zehnten Platz über 500 m. Seine beste Platzierung bei norwegischen Mehrkampfmeisterschaften erreichte er in den Jahren 1955 und 1957 mit dem vierten Platz. Nach seiner Karriere war er von 1975 bis 1977 Präsident der norwegischen Eislaufverbandes und von 1979 bis 1984 Vorstandsmitglied des Norwegischen Olympischen Komitees sowie von 1980 bis 1981 Vizepräsident des norwegischen Sportverbandes. Zudem war als Manager im Baugewerbe tätig.

## Erfolge

### Olympische Spiele
- 1952 Oslo: 6. Platz 500 m
- 1956 Cortina d’Ampezzo: 17. Platz 500 m, 24. Platz 1500 m
- 1960 Squaw Valley: 14. Platz 500 m, 39. Platz 1500 m
- 1964 Innsbruck: 10. Platz 500 m

### Mehrkampf-Weltmeisterschaften
- 1955 Moskau: 6. Platz Großer Vierkampf
- 1957 Östersund: 18. Platz Großer Vierkampf

### Mehrkampf-Europameisterschaften
- 1955 Falun: 5. Platz Großer Vierkampf
- 1957 Oslo: 18. Platz Großer Vierkampf

## Persönliche Bestzeiten
| Disziplin | Zeit        | Datum            | Ort          |
| --------- | ----------- | ---------------- | ------------ |
| 500 m     | 40,9 s      | 28. Februar 1960 | Squaw Valley |
| 1000 m    | 1:25,7 min  | 25. Februar 1964 | Oslo         |
| 1500 m    | 2:10,3 min  | 17. Februar 1960 | Squaw Valley |
| 3000 m    | 4:48,5 min  | 24. März 1963    | Tolga        |
| 5000 m    | 8:16,7 min  | 26. Januar 1964  | Tønsberg     |
| 10.000 m  | 17:41,2 min | 19. Januar 1957  | Hamar        |